# 小川りかこ
小川 りかこ（おがわ りかこ、1980年3月31日 - ）は、日本のフリーアナウンサー。有限会社シャベール所属。

## 来歴
熊本県で生まれ、東京都で育つ。青山学院大学経済学部卒業。
大学在学時にアナウンサーを志して就職活動をするも、放送局から内定を貰うには至らなかった。卒業後には音楽関連の会社に勤めるが、夢を諦めきれずに7か月で退職し、シャベールに採用・所属。アナウンサー経験まったく無しのままフリーアナウンサーになり、現場で仕事を覚えてキャリアを積んでいった。

## 人物
大学在学時から女性向けファッション誌の読者モデルを務めており、フリーアナウンサーになった後も『CLASSY.』『CanCam』『ef』『MISS』『AneCan』などでモデルを務めている。
リラックスや睡眠調整などの手段としてアロマテラピーを取り入れている。アロマテラピーアドバイザーの資格も取得し、活動の幅を広げている。
妹がいる。

## 出演

### テレビ番組
- スカパラナイト（SKY PerfecTV!）[1]
- おいしい情報の楽園（テレビ東京）
- 江戸川いい店（江戸川ケーブルテレビ） - リポーター[1]
- ジャスト（TBS） - リポーター
- 子育て支援・サイエンスチャンネル 放送番組（SKY PerfecTV!） - リポーター
- 医療福祉チャンネル774 放送番組（SKY PerfecTV!） - キャスター
- 江東ワイドスクエア（東京ベイネットワーク） - キャスター
- H.I.S.インフォマーシャル（日本テレビ）
- 朝は楽しく!スマイルサプリメント（テレビ東京） - リポーター
- 朝まるJUST（千葉テレビ） - キャスター
- 宝くじドリームサテライト（BS11） - ナビゲーター。『大人の自由時間』木曜のコーナーとして放送されていた当時から担当[4]。
- news every.（日本テレビ） - 特集コーナーリポーター
- BBT大学院 マーケティング概論（ビジネス・ブレークスルー） - キャスター
- 食と健康の知恵袋〜えがおで元気な毎日を〜（BS11） - ナレーター[5]

### ネット配信番組
- ブロードバンドショッピング（楽天TV） - ナビゲーター[1]
- 日経ブロードバンドニュース（NIKKEI NET） - 「新製品ヒット予報」リポーター

### ビデオ映像
- ANA SKY SHOP 機内放送用ビデオ（全日本空輸） - 案内役

### CM
- チョロQ ビュンビュンレーサー（タカラ）